# Giovanni Cavalcanti
Giovanni Cavalcanti (né le 17 novembre 1943 à Sant'Agata sul Santerno, dans la province de Ravenne, en Émilie-Romagne) est un  coureur cycliste professionnel italien.

## Palmarès

### Palmarès amateur
- 1960
  - Coppa Cicogna
- 1965
  - Trofeo Minardi
- 1967
  - Coppa Pietro Linari
  - 9e étape du Tour de l'Avenir
  - 2e de Milan-Rapallo

### Palmarès professionnel
- 1969
  - 3e du Grand Prix de Forli
- 1971
  - 10e du Tour d'Italie
  - 10e du Tour de Suisse
- 1973
  - 10e du Tour de Romandie

## Résultats sur les grands tours

### Tour de France
3 participations
- 1975 : 48e
- 1977 : 38e
- 1979 : hors délais (2e étape)

### Tour d'Italie
10 participations
- 1969 : 21e
- 1970 : 18e
- 1971 : 10e
- 1972 : 17e
- 1973 : 17e
- 1974 : 21e
- 1975 : 16e
- 1976 : 34e
- 1977 : 26e
- 1978 : 52e